# Velodromo Giovanni Monti

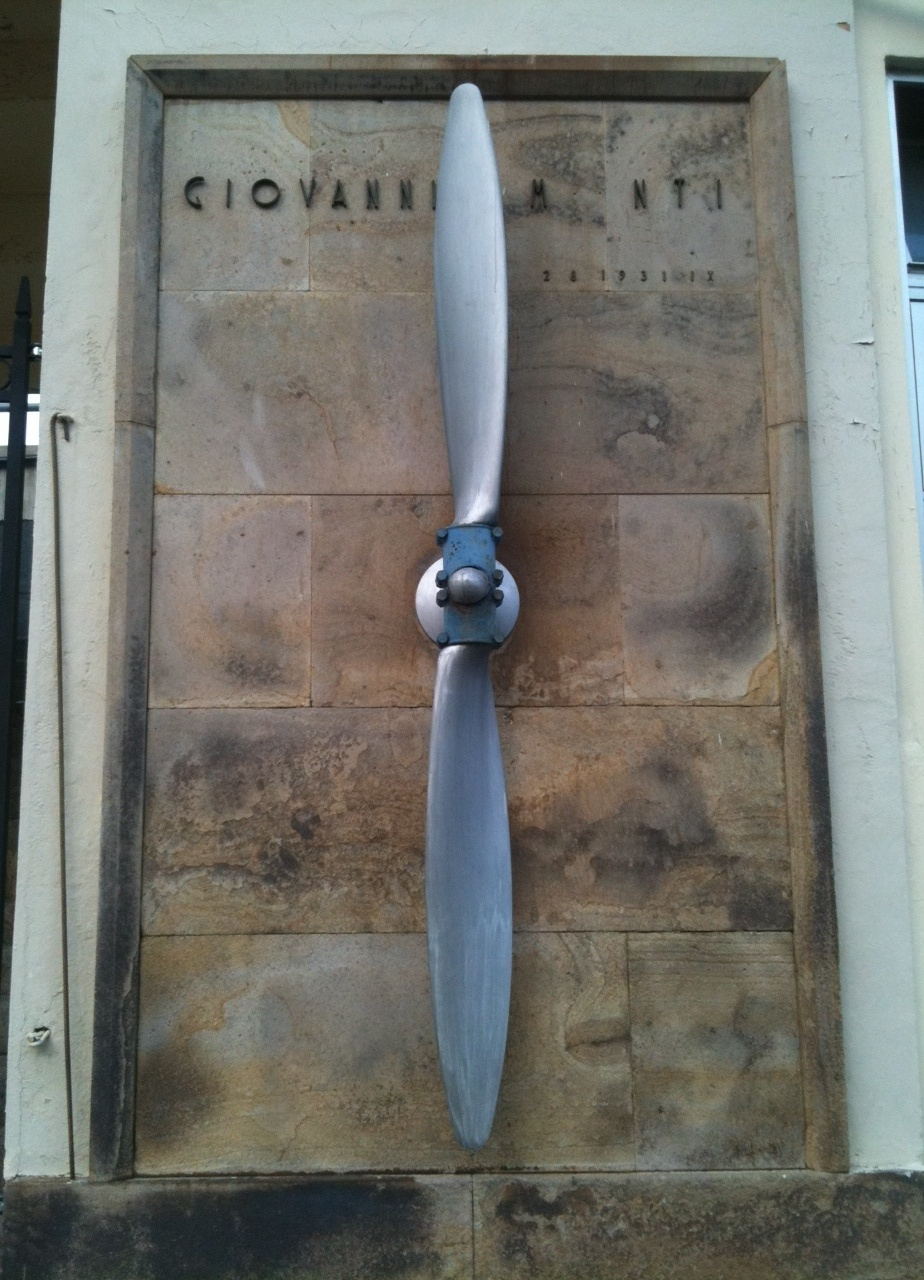
Gedenktafel für Monti an der Radrennbahn

Das Velodromo Giovanni Monti ist eine Radrennbahn im italienischen Padua.
Das Velodromo ist die älteste Sportstätte in Padua und die älteste kommunale Sporteinrichtung Italiens. Es wurde von 1914 bis 1915 auf dem Gelände des 1808 geschlossenen Klosters Santa Maria della Misericordia errichtet. Die Sportstätte diente zunächst als Fußballplatz und hieß Stadium.
Von Oktober 1915 bis Februar 1916 wurde das Stadion von der italienischen Armee als Lagerplatz für Fahrzeuge und Treibstoff genutzt. Am 21. Februar 1916 fand das Eröffnungsspiel statt, das die AC Padova (heute Calcio Padova) gegen Hellas Verona mit 4:0 gewann. Im Winter 1917 spielte hier eine Mannschaft der italienischen Armee gegen eine Auswahl der britischen Armee. Am 18. August 1918 wurde im Stadion die Brigata Padova in Anwesenheit von König Viktor Emanuel III. geehrt.
Erst nach dem Ende des Krieges konnte das Stadion uneingeschränkt für sportliche Zwecke genutzt werden. Im September 1919 wurde die 329,60 Meter lange, offene Radrennbahn eingeweiht. Bis 1923, als das Fußballstadion Stadio Silvio Appiani unmittelbar daneben eröffnet wurde, diente das Stadion der AC weiterhin als Spielstätte.
In den 1930er Jahren wurde das Velodromo nach Giovanni Monti benannt, der von 1919 bis 1930 Fußball für die AC gespielt und in 176 Spielen 51 Tore erzielt hatte. Im Ersten Weltkrieg war er Pilot bei den italienischen Fliegertruppen und nahm 1924 als Flieger am Zweiten Italienisch-Libyschen Krieg teil; für seine Einsätze wurde er mehrfach ausgezeichnet. 1931 stürzte er bei den Vorbereitungen zu einem Flugwettbewerb mit seinem Flugzeug, einer Macchi-Castoldi M.C.72, in den Gardasee und erlitt dabei tödliche Verletzungen.
Auf der Radrennbahn trainierte unter anderem der Olympiateilnehmer von 1936, Severino Rigoni (Silber in der Mannschaftsverfolgung), der anschließend viele Jahre lang dort erfolgreich als Trainer tätig war. Leandro Faggin, zweifacher Olympiasieger von 1956, begann seine Laufbahn ebenfalls auf dem Monti.
In den 1990er Jahren bestand die Gefahr, dass die Radrennbahn abgerissen werden könnte, zumal sie wegen ihrer attraktiven Lage am Rande der Innenstadt von Padua ein begehrtes Spekulationsobjekt war. In einer gemeinsamen Aktion von Provinz, Stadt, Radsportvereinen und -enthusiasten, an ihrer Spitze der Olympiasieger im Punktefahren von 1996 und ehemaliger Schützling von Rigoni, Silvio Martinello, gelang es, die Bahn zu erhalten und renovieren zu lassen. Am 6. Juli 1998 wurde die erneuerte Bahn eingeweiht.
Heute wird die Radrennbahn vom Verein Scuola di Ciclismo „Leandro Faggin“ betrieben (Stand 2018).